# Psychropotes verrucosa
Psychropotes verrucosa is een zeekomkommer uit de familie Psychropotidae.
De wetenschappelijke naam van de soort werd in 1894 gepubliceerd door Hubert Ludwig.